# Шуту (Клуж)
Шуту (рум. Șutu) насеље је у Румунији у округу Клуж у општини Чурила. Oпштина се налази на надморској висини од 555 m.

## Становништво
Према подацима из 2002. године у насељу је живело 127 становника, од којих су сви румунске националности.